# William Ruto
William Kipchirchir Samoei Arap Ruto (Kamagut,  21 de diciembre de 1966) es un político keniano, actual presidente de Kenia, desde el 13 de septiembre de 2022. Antes de convertirse en presidente, se desempeñó como vicepresidente de Kenia entre 2013 y 2022, bajo la presidencia de Uhuru Kenyatta, dentro de la Coalición Jubilee. Precisamente, como tal vicepresidente, ya había ocupado el cargo de presidente entre el 5 y el 8 de octubre de 2014 mientras Kenyatta se encontraba en La Haya. Resultó electo presidente en las elecciones generales de 2022. 
Su experiencia en la política de su país es muy dilatada. Antes de ser vicepresidente y presidente, ya había sido ministro de Asuntos Exteriores (entre agosto y diciembre de 2002), de Agricultura (17 de abril de 2008 - 21 de abril de 2010) y de Educación Superior (21 de abril de 2010 - 19 de octubre de 2010). También fue Secretario General de la KANU, el partido político gobernante anterior, y miembro del Parlamento, elegido por el distrito de Eldoret Septentrional (entre diciembre de 1997 y enero de 2013). Ganó su escaño en las Elecciones generales de Kenia de 1997, después de derrotar a Reuben Chesire.

## Educación y primeros años
Ruto nació el 21 de diciembre de 1966 en Kamagut, en el condado de Uasin Gishu. Sus padres eran Daniel Cheruiyot y Sarah Cheruiyot. Estudió en la Escuela Primaria Kerotet, en el Instituto de Enseñanza Media de Wareng y en el Instituto Masculino de Kapsabet, en el Condado de Nandi, una de las escuelas más prestigiosas de Kenia, de la que ha salido buena parte de la clase política del país. Obtuvo el título de Bachiller universitario en ciencias, en la rama de Botánica y Zoología, en 1990, por la Universidad de Nairobi. En 2011 obtuvo la Maestría universitaria en ciencias por esa misma universidad, con una tesis sobre Ecología vegetal. En 2012 inició sus estudios de doctorado, también en la Universidad de Nairobi. Tras varios reveses, pudo finalmente culminarlo el 21 de diciembre de 2018. Ha escrito distintos artículos científicos, entre los cuales destaca "Plant Species Diversity and Composition of Two Wetlands in the Nairobi National Park, Kenya", publicado en el Journal of Wetlands Ecology n.º 6 (2012). Mientras estudiaba el posgrado, fue un miembro activo de la Unión Cristiana y también fue director del coro de la Universidad de Nairobi. Fue gracias a su liderazgo en las actividades religiosas de la universidad como conoció al presidente Daniel arap Moi, quien lo introdujo en la política keniana y lo animó a participar en las Elecciones generales de Kenia de 1992.

## Carrera política
Tras licenciarse en Biología y Zoología por la Universidad de Nairboi en 1990, Ruto trabajó como profesor entre 1990 y 1992 en el norte del Valle del Rift, en donde lideró el coro de una Iglesia local, la African Inland Church(AIC). En 1992, fue secretario de la Youth for Kanu '92 (YK'92), una organización juvenil que apoyaba la reelección del presidente Daniel arap Moi en las Elecciones generales de Kenia de 1992. Desde este cargo, aprendió el funcionamiento de la política keniana y se cree que ya empezó a acumular dinero. Tras las elecciones de 1992, en las que Moi resultó reelegido, la YK'92 fue disuelta por Moi y Ruto intentó competir por ocupar distintos puestos dentro del Unión Nacional Africana de Kenia, el partido de Moi, aunque sin éxito.

### Miembro del parlamento (1997-2013)
En las elecciones de 1997, Ruto ganó un escaño en el Parlamento de Kenia por el distrito de Eldoret Septentrional, arrebatándoselo contra todo pronóstico al parlamentario saliente, Reuben Chesire, que era el candidato preferido de Moi y del KANU.
En enero de 2006, Ruto declaró públicamente que se presentaría a las Elecciones generales de Kenia de 2007. Su declaración fue condenada por algunos de sus colegas, entre ellos el presidente anterior Moi. Ruto intentó presentarse por el Movimiento Democrático Naranja (ODM) como candidato a la presidencia, pero su aspiración no prosperó.

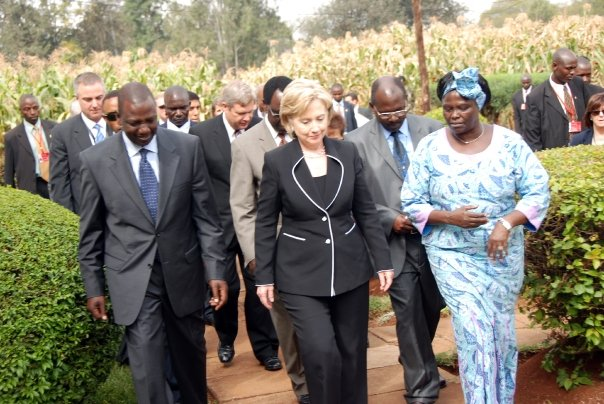
La Secretaria de Estado de los EE.UU. Hillary Rodham Clinton (en el centro) pasea con el ministro keniano de Agricultura William Ruto (a la izquierda) y la activista medioambiental y política keniana Wangari Maathai (a la derecha), durante una visita al Instituto de Investigación Agrícola Keniano (KARI), cerca de Nairobi, el 5 de agosto de 2009.

La elección presidencial de diciembre de 2007 terminó en hechos controversiales. La comisión electoral de Kenia declaró a Mwai Kibaki ganador, mientras las encuestas daban claramente como ganador a Raila Odinga. Este último y su partido, la ODM, reclamaron la victoria, mientras que Kibaki prestó juramento apresuradamente como presidente, tras lo cual Kenia se vio inmersa en una crisis política violenta. Finalmente, ésta pudo resolverse cuando Kibaki y Odinga acordaron formar un gobierno, compartiendo el poder. En dicho gabinete de coalición, que se anunció el 13 de abril de 2008 y se estableció el 17 de abril de ese mismo año, Ruto fue nombrado ministro de Agricultura.
El 21 de abril de 2010, Ruto fue transferido del ministerio de agricultura al ministerio de educación superior. El 24 de agosto de 2011, William Ruto fue relevado de sus cargos ministeriales, y quedó simplemente como parlamentario. Se unió a Uhuru Kenyatta para formar la Coalición Jubilee para la elección presidencial de 2013.

### Presidente interino
El 6 de octubre de 2014, Ruto fue nombrado presidente interino de Kenia por el entonces presidente Uhuru Kenyatta tras su citación para comparecer ante la CPI. Ocupó el cargo entre el 6 y el 9 de octubre de 2014 mientras el presidente Kenyatta estaba en La Haya. Cuando entregó oficialmente el poder a Ruto en el Parlamento el 6 de octubre, Uhuru explicó: "Para proteger la soberanía de la República de Kenia, firmaré un aviso legal nombrando al Honorable William Ruto como presidente interino mientras asisto a la conferencia sobre el estatus".

### Campaña presidencial de 2022
En diciembre de 2020, Ruto anunció su alianza con el recién formado partido Alianza Democrática Unida. Fue el único candidato presidencial que asistió a la segunda parte del debate presidencial de 2022.
El 15 de agosto de 2022, seis días después de las elecciones generales celebradas el 9 de agosto, el presidente de la Comisión Electoral y de Límites Independiente, Wafula Chebukati, anunció que Ruto había ganado las elecciones presidenciales, derrotando al candidato Raila Odinga del partido Azimio La Umoja . Ruto obtuvo el 50,49% de los votos válidos emitidos, mientras que Odinga obtuvo el 48,85%.
Odinga cuestionó los resultados de las elecciones presidenciales anunciados por la Comisión Electoral y de Límites Independiente y los impugnó ante la Corte Suprema. El 5 de septiembre, los jueces de la Corte Suprema determinaron por unanimidad que la alianza de Odinga había presentado pruebas no concluyentes de sus afirmaciones de que las elecciones estaban amañadas y confirmaron la elección de Ruto como presidente electo. En respuesta al fallo, Odinga dijo que respetaba la decisión de la Corte Suprema aunque estaba totalmente en desacuerdo con ella.

## Presidencia (2022-presente)
El 13 de septiembre de 2022 fue inaugurado en el Centro Deportivo Internacional Moi, Kasarani, en una ceremonia presidida por la presidenta del Tribunal Supremo Martha Koome y a la que asistieron más de 20 jefes de Estado y de gobierno. El día de la inauguración fue declarado festivo. La asistencia fue muy alta, con grupos de público en general chocando con agentes de seguridad al intentar ingresar al estadio; sin embargo, el evento continuó pacíficamente. Tras su toma de posesión, comenzó oficialmente su mandato como presidente de Kenia.
Después de asumir el cargo, Ruto se comprometió a abordar el cambio climático y poner fin al uso de combustibles fósiles en la producción de electricidad de Kenia para 2030.
El 18 de septiembre de 2022, el presidente Ruto realizó su primer viaje al extranjero como jefe de Estado al Reino Unido, durante el cual asistió al funeral de estado de la difunta reina Isabel II el 19 de septiembre de 2022 en la Abadía de Westminster en Londres.
Dos días después, el 21 de septiembre de 2022, el presidente Ruto pronunció su discurso de debut como jefe de Estado ante la Asamblea General de las Naciones Unidas (AGNU) en Nueva York. Hizo un gesto con la cabeza al plan interno "Reconstruir mejor" del presidente Biden, que propone un esfuerzo global para "reconstruir mejor desde abajo hacia arriba". El objetivo, dijo, debería ser " incluir a la mayoría trabajadora y marginada en la corriente económica principal ". Otros temas que abordó fueron la ampliación de la representación de África en el Consejo de Seguridad de la ONU,  el aumento de la inversión en el continente africano, "pasar a África de la ayuda a la inversión", aprovechar "el siempre activo" capital humano para la prosperidad económica y un esfuerzo concertado para abordar el cambio climático en el mundo.
En septiembre de 2022, afirmó que el Cuerno de África estaba experimentando su peor sequía en 40 años, y añadió que "3,1 millones de personas se enfrentan a una sequía grave" sólo en Kenia.
En noviembre de 2022, el gobierno de Ruto lanzó el Fondo Hustler, un programa de préstamos para otorgar préstamos inmediatos a ciudadanos kenianos.
El presidente Ruto propuso una privatización a gran escala de las empresas públicas, señalando que no es económicamente viable seguir inyectando recursos gubernamentales para sostener esas corporaciones.

## Honores y Distinciones

### Honores Nacionales
- Jefe de la Orden del Corazón Dorado de Kenia

### Distinciones extranjeras
- Comoras
  -  - Orden de la Media Luna Verde de Comoros (Grand Cross)[26]

- Ghana
  -  - Orden de la Estrella de Ghana (Compañero)[27]
- Guinea-Bisáu
  -  - Medalla Amílcar Cabral[28]

## Caso en la Corte Penal Internacional
En diciembre de 2010, el Fiscal de la Corte Penal Internacional anunció que se investigaría a seis personas, entre ellas a Ruto, por su implicación en la violencia desatada tras las elecciones de agosto de 2007. Ruto fue acusado de planear y organizar delitos contra los seguidores del Partido de Unidad Nacional, del presidente Kibaki. Se le imputan delitos en contra humanidad. El 23 de enero de 2012, la Corte Penal Internacional confirmó los cargos contra Ruto y Joshua Cantó, en un caso que también implicó a Uhuru Kenyatta, Francis Muthaura Henry Kosgey y el general Mohammed Hussein Ali.

## Controversias

### Escándalo de la Tierra del Bosque

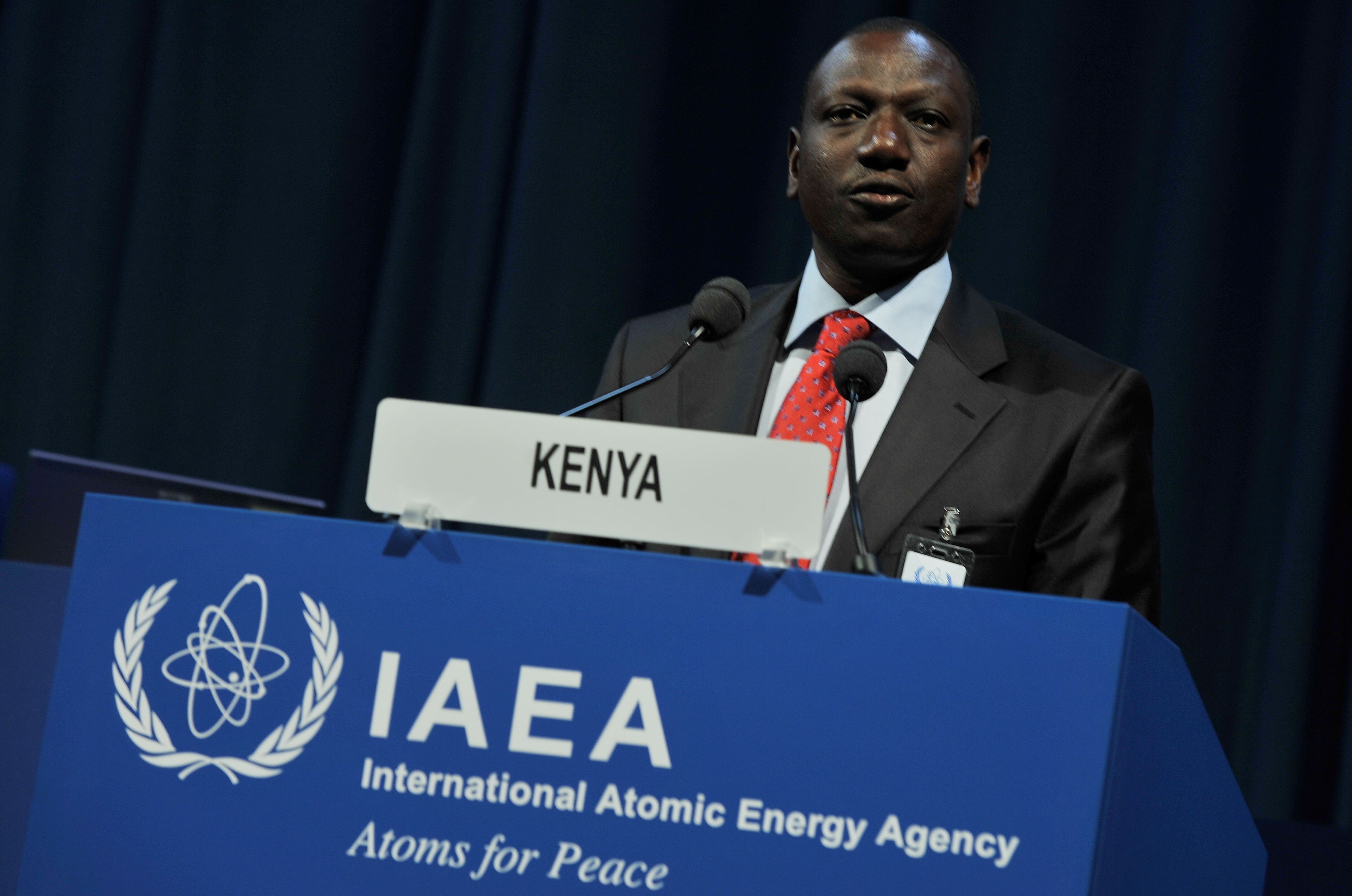
Ruto En la 54.ª Sesión Regular del IAEA Conferencia General.

En 2004, William Ruto fue arrestado, acusado de defraudar a la Kenya Pipeline Company (KPC), la Compañía Estatal de Petróleos keniana, enormes cantidades de dinero por medio de dudosos contratos, pero fue puesto en libertad bajo fianza. La Corte Constitucional suspendió la audiencia adicional del caso, debido a las denuncias de Ruto de que la acusación contra él había sido diseñada con fines políticos. Sin embargo, el Tribunal Supremo despejó el camino para los cargos penales contra el ministro de Educación Superior por la supuesta venta a la Kenya Pipeline Company Ltd. de un terreno en el bosque de Ngong. En 2011 fue absuelto, pero en 2020, al tambalearse su relación con el presidente Uhuru Kenyatta en medio de la presión del presidente por una guerra anticorrupción, la policía reabrió las investigaciones del caso.

### Escándalo del maíz
A comienzos de 2009, después del debate parlamentario, estalló el escándalo del maíz, Ruto fue acusado por Ikolomani MP Bonny Khalwale de vender maíz ilegalmente. Ruto atribuyó estas acusaciones a invenciones de sus "enemigos políticos".

### Nueva Constitución
Ruto y Odinga, ambos del Movimiento Democrático Naranja del gobierno que entonces estaba en el poder,  discreparon en el borrador de la Constitución propuesto. Ruto rechazó el borrador en el referendo constitucional, argumentando que algunas de sus cláusulas eran inadecuadas, mientras que Odinga y Kibaki hicieron campañas a favor de la nueva Constitución.